# Wiebe Bijker
Wiebe E. Bijker (Delft, 19 maart 1951) is een emeritus hoogleraar van de Universiteit Maastricht in Nederland.

## Jeugd en opleiding
Bijkers vader was betrokken bij de uitvoering van de Deltawerken. Dit project werd gestart na de grote dijkdoorbraken in 1953, toen de jonge Bijker 2 jaar oud was. Later was Bijker sr. directeur van het Waterloopkundig Laboratorium in Delft. Wiebe Bijker vond hierin zijn inspiratie voor zijn interesse in technologie en de maatschappelijke inbedding, betekenis en sturing van technologie. Na het gymnasium in Emmeloord haalde Bijker zijn kandidaatsexamen filosofie aan de Universiteit van  Amsterdam (1974), zijn ingenieursdiploma aan de TU Delft (1976) en zijn doctoraat (sociologie en geschiedenis van technologie) aan de Universiteit Twente in 1990.

## Loopbaan
Bijker werkte als onderzoeker en docent, onder meer aan de universiteiten van Twente en Maastricht, waarna hij in Maastricht als hoogleraar benoemd werd (1994). Zijn onderzoek richtte zich op uiteenlopende thema's maar had vrijwel altijd een relatie met de sociale en historische aspecten van wetenschap en technologie. zo richtte hij zich op theorieën van technologie-ontwikkeling, methodologie, STS, democratisering van wetenschap, wetenschap – en technologiebeleid, multimedia, gender, architectuur en planning. Met Trevor Pinch  is hij de grondlegger van de zogenaamde Social Construction of Technology-benadering en in Nederland droeg hij bij aan de ontwikkeling van het vakgebied wetenschapsdynamica.

## Functies
Bijker vervulde diverse functies binnen en buiten de academische wereld. Hij was onder meer:
- redacteur van Science and Democracy in South Asia.
- voorzitter van WOTRO.
- bestuurslid van het  Rathenau Instituut
- lid van de  Gezondheidsraad
- redacteur van Research Spaces
- lid van de Editorial Advisory Board van Technology & Culture
- lid van de Editorial Advisory Board van Science, Technology & Society
- lid van het Editorial Advisory Committee van Science, Technology & Human Values

## Boeken van Bijker
- Bijker, Wiebe E., Hughes, Thomas P., Pinch, Trevor, (1987) The social construction of technological systems: new directions in the sociology and history of technology, MIT Press, Cambridge, Massachusetts, ISBN 9780262022620.
- Bijker, Wiebe E., Law, John, (1992) Shaping technology/building society: studies in sociotechnical change, MIT Press, Cambridge, Massachusetts, ISBN 9780262521949.
- Bijker, Wiebe E. (1995) Of bicycles, bakelites, and bulbs: toward a theory of sociotechnical change, MIT Press, Cambridge, ISBN 9780262023764.
- Bijker, Wiebe E., Van Lieshout, Marc, Egyedi, Tineke M.(2001), Social learning technologies: the introduction of multimedia in education, Ashgate, Aldershot, England Burlington, Vermont, ISBN 9780754614098.
- Bijker, Wiebe E., Bal, Roland A., Hendriks, Ruud, (2009) The paradox of scientific authority: The role of scientific advice in democracies, MIT Press, Cambridge, Massachusetts, ISBN 9780262026581.

- Bibliothèque nationale de France: cb123521284 (data)
- Catàleg d'autoritats de noms i títols de Catalunya: 981058514369706706
- CiNii: DA01847276
- Gemeinsame Normdatei: 170411915
- International Standard Name Identifier: 0000 0001 1470 7662
- Library of Congress Control Number: n86116972
- Nationale Bibliotheek van Letland: 000040255
- NARCIS: PRS1237246
- Nationale Bibliotheek van Tsjechië: jx20100813003
- Nationale Bibliotheek van Israël: 987007271303805171
- Nederlandse Thesaurus van Auteursnamen: 069056870
- ORCID: 0000-0002-7307-8330
- Système universitaire de documentation: 032503970
- Semantic Scholar: 31775736
- Virtual International Authority File: 36993058
- WorldCat: E39PBJmXJjVWkjKVmbW9wrjXBP